# Punctozotroctes
Punctozotroctes – rodzaj chrząszczy z rodziny kózkowatych. 

## Zasięg występowania
Przedstawiciele tego rodzaju występują w Ameryce Południowej od Gujany Francuskiej na płn. po Boliwię na płd.

## Systematyka
Do Punctozotroctes zaliczanych jest 10 gatunków:
- Punctozotroctes bolivianus
- Punctozotroctes chemsaki
- Punctozotroctes feuilleti
- Punctozotroctes guianensis
- Punctozotroctes hovorei
- Punctozotroctes inhamum
- Punctozotroctes nordestinus
- Punctozotroctes tavakiliani
- Punctozotroctes tuberculatus
- Punctozotroctes wappesi